# James McAvoy
James McAvoy (Port Glasgow, 21 d'abril de 1979) és un actor de cinema, teatre i televisió escocès, nominat als Premis Bafta i Globus d'Or.

## Biografia
James McAvoy va néixer el 21 d'abril de 1979 a Glasgow (Escòcia). El seu pare és James McAvoy Sr. i la seva mare Elizabeth McAvoy (de soltera Johnstone; va morir l'any 2018). Després que els seus pares se separéssin, va anar a viure amb els seus avis materns (Mary i James Johnstone). Té una germana que es diu Joy i un germanastre, en Donald. No ha tingut contacte amb el seu pare des de la seva infantesa i no ha conegut el seu germanastre.

## Carrera
McAvoy va ser conegut per primera vegada en el setè art per la seva representació del Sr. Tumnus, el Faune, a la versió cinematogràfica de Les cròniques de Nàrnia. Això no obstant, quan realment va saltar a la fama internacional va ser el 2006 amb el paper del Dr. Nicholas Garrigan a l'oscaritzada cinta biogràfica sobre el dictador d'Uganda Idi Amin, The Last King of Scotland. Aquella interpretació li va valer un important reconeixement en els diversos festivals i premis cinematogràfics que es van celebrar aquell any.
Des de llavors, ha participat en algunes de les pel·lícules de més èxit dels últims temps com Expiació i Wanted, ambdues coprotagonitzades per dues de les actrius més populars de Hollywood, Keira Knightley i Angelina Jolie. Tot i així, McAvoy no ha abandonat el caràcter escènic de la seva professió combinant des de la seva terra natal, el teatre amb el cinema.
El 2011 va protagonitzar la preqüela de la saga de X-Men, en el paper de Charles Xavier / Professor X, al costat de Michael Fassbender que va interpretar a Erik Lehnsherr / Magneto rols van repetir en X-Men: Days of Future Past, i X- Men: Apocalypse seqüeles de la mateixa que van ser estrenades el 22 de maig de 2014 i el 20 de maig del 2016.

## Filmografia
| Any                         | Pel·lícula                                                                        | Personatge                                  | Director            | Notes                               |
| --------------------------- | --------------------------------------------------------------------------------- | ------------------------------------------- | ------------------- | ----------------------------------- |
| 1995                        | The Near Room                                                                     | Kevin                                       | David Hayman        |                                     |
| 1997                        | Regeneration                                                                      | Anthony Balfour                             | Gillies MacKinnon   |                                     |
| 1997                        | An Angel Passes By                                                                | Noi local                                   | David Baillie       | Curtmetratge                        |
| 2000                        | Lorna Doone                                                                       | Sergent Bloxham                             | Mike Barker         | Pel·lícula de televisió             |
| 2001                        | Swimming Pool - Der Tod feiert mit                                                | Mike                                        | Boris von Sychowski |                                     |
| 2002                        | White Teeth                                                                       | Josh                                        | Julian Jarrold      | Pel·lícula de televisió             |
| 2002                        | Bollywood Queen                                                                   | Jay                                         | Jeremy Wooding      |                                     |
| 2003                        | Bright Young Things                                                               | Simon Balcairn                              | Stephen Fry         |                                     |
| 2004                        | Inside I'm Dancing                                                                | Rory O'Shea                                 | Damien O'Donnell    |                                     |
| 2004                        | Wimbledon                                                                         | Carl Colt                                   | Richard Loncraine   |                                     |
| 2005                        | Les Cròniques de Nàrnia: el lleó, la bruixa i l'armari (The Chronicles of Narnia) | Sr. Tumnus, El Faune                        | Andrew Adamson      |                                     |
| 2006                        | Starter for 10                                                                    | Brian Jackson                               | Tom Vaughan         |                                     |
| 2006                        | Penelope                                                                          | Johnny/Max                                  | Mark Palansky       |                                     |
| 2006                        | The Last King of Scotland                                                         | Dr. Nicholas Garrigan                       | Kevin Macdonald     |                                     |
| 2007                        | Expiació (Atonement)                                                              | Robbie Turner                               | Joe Wright          |                                     |
| 2007                        | La jove Jane Austen (Becoming Jane)                                               | Thomas Lefroy                               | Julian Jarrold      |                                     |
| 2008                        | Wanted                                                                            | Wesley Gibson                               | Timur Bekmambetov   |                                     |
| 2009                        | L'última temporada (The Last Station)                                             | Valentin Bulgakov                           | Michael Hoffman     |                                     |
| 2010                        | La conspiració (The Conspirator)                                                  | Frederick Aiken                             | Robert Redford      |                                     |
| 2011                        | Gnomeo & Juliet                                                                   | Gnomeo                                      | Kelly Asbury        | Veu                                 |
| 2011                        | X-Men: First Class                                                                | Professor Charles Xavier                    | Matthew Vaughn      |                                     |
| 2011                        | Arthur Christmas: Operació Regal                                                  | Arthur                                      | Sarah Smith         | Veu                                 |
| 2013                        | Creuant el límit (Welcome to the Punch)                                           | Max                                         | Eran Creevy         |                                     |
| 2013                        | Trance                                                                            | Simon                                       | Danny Boyle         |                                     |
| 2013                        | Filth                                                                             | Bruce Roberston                             | Jon Baird           |                                     |
| 2014                        | El Tour dels Muppets                                                              | Repartidor                                  | James Bobin         | Cameo                               |
| 2014                        | X-Men: Days of Future Past                                                        | Professor Charles Xavier                    | Bryan Singer        | Paper compartit amb Patrick Stewart |
| 2014                        | The Disappearance of Eleanor Rigby                                                | Conor Ludlow                                | Ned Benson          |                                     |
| 2015                        | Victor Frankenstein                                                               | Victor Frankenstein                         | Paul McGuigan       |                                     |
| 2016                        | X- Men: Apocalypse                                                                | Professor Charles Xavier                    | Bryan Singer        |                                     |
| 2016                        | Split                                                                             | Kevin Wendell Crumb                         | M. Night Shyamalan  |                                     |
| 2017                        | Atòmica                                                                           | David Percival                              | David Leitch        |                                     |
| 2017                        | Submergence                                                                       | James Moore                                 | Wim Wenders         |                                     |
| 2018                        | Sherlock Gnomes                                                                   | Gnomeo                                      | John Stevenson      | Veu                                 |
| 2018                        | Deadpool 2                                                                        | Professor Charles Xavier                    | David Leitch        | Cameo no acreditat                  |
| 2019                        | Glass                                                                             | Kevin Wendell Crumb / The Horde / The Beast | M. Night Shyamalan  |                                     |
| 2019                        | Dark Phoenix                                                                      | Charles Xavier / Professor X                | Simon Kinberg       |                                     |
| 2019                        | It Chapter Two                                                                    | Bill Denbrough                              | Andy Muschietti     |                                     |
| TBA                         | My Son                                                                            | Edmond Murray                               | Stephen Daldry      | Post-producció                      |
| (Referència: United Agents) |                                                                                   |                                             |                     |                                     |

### Teatre
| Any  | Títol                      | Personatge             | Teatre                                 | Referències   |
| ---- | -------------------------- | ---------------------- | -------------------------------------- | ------------- |
| 1999 | West Side Story            | Riff                   | Courtyard Centre for the Arts Hereford | [ 10 ]        |
| 1999 | Romeu i Julieta            | Romeo                  | Courtyard Centre for the Arts Hereford | [ 10 ]        |
| 1999 | La Bella i la Bèstia       | Bobby Buckfast         | Adam Smith Theatre                     | [ 10 ] [ 11 ] |
| 2000 | La Tempesta                | Ferdinand              | Brunton Theatre                        | [ 10 ]        |
| 2000 | The Reel of the Hanged Man | Gerald                 | Traverse Theatre                       | [ 10 ]        |
|      | Lovers                     | Joe                    | Royal Lyceum Theatre                   | [ 10 ]        |
| 2001 | Out In The Open            | Iggy                   | Hampstead Theatre                      | [ 10 ] [ 12 ] |
| 2001 | Privates on Parade         | Private Steven Flowers | Donmar Warehouse                       | [ 10 ] [ 13 ] |
| 2005 | Breathing Corpses          | Ben                    | Royal Court Theatre                    | [ 10 ] [ 14 ] |
| 2009 | Three Days of Rain         | Walker & Ned           | Apollo Theatre                         | [ 10 ] [ 15 ] |
| 2013 | Macbeth                    | Macbeth                | Trafalgar Studios                      | [ 10 ] [ 16 ] |
| 2015 | The Ruling Class           | Jack Gurney            | Trafalgar Studios                      | [ 10 ] [ 17 ] |
| 2019 | Cyrano de Bergerac         | Cyrano                 | Playhouse Theatre                      | [ 10 ] [ 18 ] |

## Premis

### Globus d'Or
| Any  | Categoria                            | Pel·lícula | Resultat | Referències |
| ---- | ------------------------------------ | ---------- | -------- | ----------- |
| 2008 | Globus d'Or al millor actor dramàtic | Expiació   | Nominat  | [ 19 ]      |

### Premis Bafta
| Any  | Categoria                       | Pel·lícula                | Resultat  | Referències |
| ---- | ------------------------------- | ------------------------- | --------- | ----------- |
| 2005 | Rising Star Award               |                           | Guanyador | [ 20 ]      |
| 2007 | BAFTA al millor actor secundari | The Last King of Scotland | Nominat   | [ 21 ]      |
| 2008 | BAFTA al millor actor           | Expiació                  | Nominat   | [ 22 ]      |

### European Film Awards
| Any  | Categoria    | Pel·lícula                | Resultat | Referències |
| ---- | ------------ | ------------------------- | -------- | ----------- |
| 2007 | Millor actor | The Last King of Scotland | Nominat  | [ 23 ]      |
| 2008 | Millor actor | Expiació                  | Nominat  | [ 24 ]      |